# Han Lips (recensent)
Han Lips was de naam die van 18 oktober 1988 tot 6 mei 2023 onder de dagelijkse televisierecensie in de Nederlandse krant Het Parool stond. Achter dit pseudoniem, dat
verwees naar een niet-bestaand neefje van omroepster Hannie Lips (1924-2012), gingen verschillende Parool-redacteuren en freelancers schuil.

## Achtergrond
Omdat Het Parool zich destijds geen vaste televisiecriticus kon veroorloven werd in 1988 gekozen voor het hanteren van een collectief pseudoniem. De redacteuren Theodor Holman en Hans Hoekstra bedachten toen dat redacteuren met interesse in media bij toerbeurt een recensie zouden schrijven onder de naam 'Han Lips'. Tot de medewerkers behoorden Jos Bloemkolk, en Matthijs van Nieuwkerk. De laatste introduceerde het onzichtbare personage mevrouw Lips, dat op 23 augustus 1991 haar opwachting maakte. Niet iedereen had daar behoefte aan. Han Lips maakte op 27 december 1995 ook gewag van een tante, Jo geheten, wier ragout hem zwaar op de maag lag. In 1994 en 1995 werd zogenaamd de Wollen Lips uitgereikt voor beste programma.
Aanvankelijk heette de rubriek 'Kanaalzwemmen’. Later kregen de stukjes titels, met de byline 'Han Lips kijkt tv’. Vanaf 8 mei 2023 wordt de naam van de redacteur vermeld; de eerste redacteur die met name werd genoemd was Stefan Raatgever.
Lips kreeg tal van lezersbrieven, werd door talkshowredacties uitgenodigd en in 2022 zou hij zelfs een hoge plaats op een lijst van Nederlandse mediapersoonlijkheden hebben gehaald. Na een slechte recensie van De stelling Van Foreest, een schaakfamilie werd Lips verweten niet goed te hebben gekeken en een romantisch beeld te hebben van topschakers.

## Pensioen
Toen Han Lips in 2023 na 35 jaar trouwe dienst met pensioen werd gestuurd was overigens al jaren duidelijk dat hij niet bestond. Ook van mevrouw Lips was dat al lange tijd duidelijk.
Als reden om te stoppen met het gebruik van het pseudoniem gaf de redactie van Het Parool dat recenseren onder pseudoniem niet goed meer te verdedigen viel in "de huidige tijd waarin transparantie in de media steeds belangrijker wordt". Dus moest Han Lips met pensioen.
Rik Smits meende dat het niet om een gedwongen pensioen ging; Han Lips was in zijn optiek in opdracht van hoofdredactrice Kamilla Leupen vermoord. Hij beschouwde dit als de apotheose van een langdurige ontwikkeling waarbij journalisten - aanvankelijk nagenoeg anonieme inktkoelies - zich steeds individualistischer zijn gaan opstellen.

## Weetje
Er heeft daadwerkelijk een Han Lips bestaan; hij was de derde zoon van Jacobus Lips, de oprichter van de brandkastenfabriek Lips.